# La domenica specialmente
La domenica specialmente è un film del 1991 composto da quattro episodi, diretti da Giuseppe Tornatore, Marco Tullio Giordana, Francesco Barilli e Giuseppe Bertolucci.
Le brevi storie sono tratte dalla raccolta di racconti Il polverone di Tonino Guerra. L'episodio più gradito al pubblico fu proprio quello di Tornatore, mentre l'episodio meglio riuscito secondo la critica, fu quello di Marco Tullio Giordana.
Nell'edizione per gli Stati Uniti l'episodio di Francesco Barilli è assente.
Tornatore, nel suo episodio, torna a dirigere l'attore francese Philippe Noiret dopo Nuovo Cinema Paradiso (1988), in cui Noiret interpretava il celebre ruolo dell'operatore Alfredo.

## Titoli episodi
- La domenica specialmente di Giuseppe Bertolucci, con Ornella Muti, Bruno Ganz e Andrea Prodan
- La neve sul fuoco di Marco Tullio Giordana, con Chiara Caselli e Ivano Marescotti
- Il cane blu di Giuseppe Tornatore, con Philippe Noiret
- Le chiese di legno di Francesco Barilli, con Bustric (Sergio Bini)

## Produzione
Buona parte del film è stata girata in Romagna:
- l'episodio Il cane blu è stato girato a Mondaino, dove vive e lavora il personaggio interpretato da Noiret, Saludecio per le scene all'interno della chiesa e Morciano di Romagna per le scene dei porticati;
- l'episodio La domenica specialmente è stato girato a Longiano;
- l'episodio Le chiese di legno è stato girato in gran parte a Riccione.

## Critica
Paolo Mereghetti (1993): ° (film deludente)